# Diploglossa
Los diploglosos (Diploglossa) es un clado de lagartos escamosos neoánguimorfos que comprende todos aquellos lagartos más cercanos a Xenosaurus y a la superfamilia Anguioidea (Diploglossidae, Anniellidae y Anguidae) que a Heloderma.
Se compone de 158 especies clasificadas en 4 familias. Se distribuyen por todas las zonas cálidas y templadas del mundo.

## Filogenia
A continuación se muestra la filogenia de los linajes de los lagartos neoánguimorfos después de Pyron et al. (2013):
|  | Diploglossidae                                           |
|  |                                                          |
|  | \| \| Anniellidae \| \| \| \| \| \| Anguidae \| \| \| \| |
|  |                                                          |
|  | Anniellidae                                              |
|  |                                                          |
|  | Anguidae                                                 |
|  |                                                          |

|  | Anniellidae |
|  |             |
|  | Anguidae    |
|  |             |

|  | Diploglossidae                                           |
|  |                                                          |
|  | \| \| Anniellidae \| \| \| \| \| \| Anguidae \| \| \| \| |
|  |                                                          |
|  | Anniellidae                                              |
|  |                                                          |
|  | Anguidae                                                 |
|  |                                                          |

|  | Anniellidae |
|  |             |
|  | Anguidae    |
|  |             |